# Tinmel
Tinmel – górska wioska w Atlasie Wysokim 100 km od Marrakeszu w Maroku. Tinmel był kolebką imperium Almohadów. Stąd rozpoczęli oni kampanię przeciwko Almorawidom na początku XII wieku.

## Historia
Ibn Tumart pochodził z berberyjskiego plemienia Masmuda. Rozpoczął budowę nowego ruchu religijno-politycznego wśród górali Masmuda, ogłaszając się tam mahdim. Sułtanat Almorawidów stworzony został przez plemiona otwartych terenów, a regiony górskie pozostawały od niego w zasadzie niezależne. Po ogłoszeniu się mahdim w ciągu trzech lat 1122–1125 zyskał rozgłos i zdobył zwolenników wśród plemion w Atlasie Wysokim i Antyatlasie. Ponieważ ówczesny emir Ali ibn Jusuf skierował przeciw niemu swe wojska Ibn Tumart przeniósł się do Tinmelu będącego osadą w najwyższych partiach Atlasu. Tam zaczął tworzyć zalążki przyszłego państwa Almohadów. Ibn Tumart zmarł w 1130 roku i został pochowany w Tinmelu. Obok jego grobu wzniesiono w 1156 roku meczet. Po zajęciu Marrakeszu w 1147 roku Tinmel stał się duchową stolicą kalifatu Almohad, a do grobu mahdiego odbywano pielgrzymki. W Tinmelu pochowano również dwóch pierwszych kalifów Almohadów. W 1276 roku Tinmel został zdobyty przez wojska dynastii Merynidów. Meczet ocalał. W 1901 roku został odkryty przez francuskiego podróżnika Edmonda Doutté. Obecnie jest to mała wioska w Atlasie Wysokim. Śladem dawnej świetności jest meczet, który został odnowiony w XX wieku.

## Meczet Tin Mal
W pobliżu grobowca Ibn Tumarta, założyciela nowej doktryny religijnej propagującej monoteizm i surowe reformy moralne, w 1156 roku został zbudowany meczet przez pierwszego kalifa Abd al-Mumina. Jest jednym z dwóch meczetów w Maroku otwartych dla niemuzułmanów. Meczet Tin Mal został dodany do listy rezerwowej światowego dziedzictwa UNESCO 1 lipca 1995 roku.
Meczet został uszkodzony podczas trzęsienia ziemi we wrześniu 2023 roku.